# Richard Barthelmess
Richard "Dick" Semler Barthelmess (Nueva York, 9 de mayo de 1895-Southampton, 17 de agosto de 1963) fue un actor cinematográfico estadounidense de la época del cine mudo, y primer nominado al Oscar al mejor actor. 

## Biografía
Nacido en Nueva York, era hijo de una actriz, y empezó a actuar en el colegio en montajes de aficionados. Convencido por una amiga de la familia, la actriz Alla Nazimova, para intentar actuar de manera profesional, hizo su primer trabajo cinematográfico en el serial de 1916 Gloria's Romance como extra. Su siguiente papel, en War Brides, con Alla Nazimova, atrajo la atención del legendario director David Wark Griffith, que le ofreció varios papeles de importancia, escogiéndole finalmente para trabajar junto a Lillian Gish en La culpa ajena / Lirios rotos / Pimpollos rotos (Broken Blossoms / The Yellow Man and the Girl, 1919) y en Las dos tormentas (Way Down East, 1920). 
En los siguientes años, fue uno de los actores mejor pagados de Hollywood, interpretando clásicos como El mundo que nace (The Patent Leather Kid, 1927) y La última pena (The Noose, 1928); fue nominado al premio al mejor actor en la primera entrega de los Óscar por su actuación en ambas películas. También fundó su propia productora, Inspiration Film Company, junto con Charles Duell y Henry King. Uno de sus filmes, Tol'able David (1921), en el cual Barthelmess interpretaba a un cartero, fue un gran éxito, y es considerada por muchos su mejor interpretación.

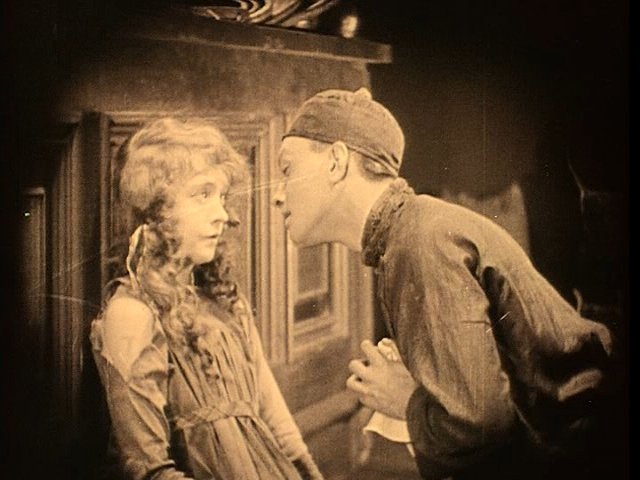
Lillian Gish y Barthelmess en La culpa ajena / Lirios rotos / Pimpollos rotos (Broken Blossoms / The Yellow Man and the Girl, 1919).

Con la llegada del cine sonoro, la suerte de Barthelmess cambió. Hizo varias películas en el nuevo medio, sobresaliendo Son of the Gods (1930), La escuadrilla del amanecer (The Dawn Patrol, 1930), El último vuelo (The Last Flight, 1931), Esclavos de la tierra (The Cabin in the Cotton, 1932) y Aeropuerto Central (Central Airport, 1933), además de un papel secundario como el marido de Rita Hayworth en Sólo los ángeles tienen alas (Only Angels Have Wings, 1939). Pero no consiguió mantener el estrellato de sus días del cine mudo y de manera gradual abandonó el cine. Se alistó en la Reserva Naval durante la Segunda Guerra Mundial, sirviendo como teniente, y nunca más volvió al cine, dedicándose a sus inversiones. 
Falleció a causa de un cáncer en (Southampton (Nueva York)) en 1963, fue enterrado en el cementerio Ferncliff en Hartsdale, Nueva York. 
Barthelmess fue uno de los fundadores de la Academia de las Artes y las Ciencias Cinematográficas de Hollywood. Por su contribución como actor, Richard Barthelmess fue recompensado con una estrella en el Paseo de la Fama de Hollywood.

## Selección de su filmografía
- 1919: Lirios rotos
- 1920: Las dos tormentas
- 1928: La última pena

## Premios y distinciones
Premios Óscar
| Año  | Categoría   | Película                         | Resultado |
| ---- | ----------- | -------------------------------- | --------- |
| 1928 | Mejor actor | La última pena El mundo que nace | Nominado  |